# فخر الملك (بويهي)
فخر الملك أبو غالب محمد بن علي بن خلف الواسطي كان مسؤولًا ووزيرًا في الدولة البويهية.
وُلِد فخر الملك في 27 نيسان 965 في واسط، وهو ابن صراف. دخل الخدمة الحكومية في عهد السلالة البويهية التي حكمت العراق ومعظم الشرق الأوسط في ذلك الوقت، وفي عام 999/1000 عيَّنه بهاء الدولة نائبًا للوزير المُوفق في شيراز. رُقِّيَ إلى منصب الوزارة بنفسه في خريف عام 1002، خلفًا لحسن بن الأستاذ هرمز ، الذي أُرسِل إلى بغداد حاكمًا ووزيرًا للعراق. وفي شيراز، قاد فخر الملك حملة ضد المتمردَيْن ابن واصل وهلال بن بدر، وسُجن لفترة وجيزة في عام 1002. بعد وفاة حسن بن الأستاذ هرمز في عام 1011، خلفه فخر الملك وزيرًا في بغداد، حتى أعدمه سلطان الدولة في 3 أو 6 أيلول 1016. خلال فترة وجوده في بغداد، تميز فخر الملك بأنه راعي الثقافة كما عُرف بمساعيه لاستعادة السلام في المدينة المضطربة. وقد قام العديد من الشعراء الذين رعاهم بتأليف قصائد رثاء باسمه، في حين أهدى عالم الرياضيات الكرجي اثنين من أعماله إليه.
كان ابنه أبو شجاع محمد الأشرف وزيرًا للخليفة الفاطمي المستنصر بالله لفترة وجيزة في عام 1064/5.